# Artema, Krasnîi Luci
Artema (în ucraineană Артема) este un sat în așezarea urbană Zaporijjea din orașul regional Krasnîi Luci, regiunea Luhansk, Ucraina.

## Demografie
Componența lingvistică a localității Artema
     Rusă (61,76%)
     Ucraineană (38,24%)
Conform recensământului din 2001, majoritatea populației localității Artema era vorbitoare de rusă (61,76%), existând în minoritate și vorbitori de ucraineană (38,24%).